# メーン・イベント
『メーン・イベント』（原題：The Main Event）は、1979年制作のアメリカ合衆国の映画。
ボクシングをモチーフとしたロマンティック・コメディ映画である。ハワード・ジーフ監督、バーブラ・ストライサンド（兼・製作）、ライアン・オニールが出演。

## あらすじ
香水会社の社長ヒラリー・クレイマー（ストライサンド）は、会計士が横領し南米へ逃亡したことから、会社を失い金銭的に破綻する。彼女は残った数少ない資産の中から、節税対策として締結した、既に引退していたボクサーとのマネジメント契約を見つける。彼女は、ファイトマネーを借金の返済に充てようと考え、現在はドライビング・インストラクターであるエディ・“キッド・ナチュラル”・スキャンロン（ライアン・オニール）をリングに戻すことを決める。エディはこれでは自分が殺されるだけだと考え抵抗するが、ヒラリーは裁判に訴えると脅したことから、最終的には折れる。エディはわざと負けてヒラリーの思惑を断念させようとするが、ヒラリーはますます熱心になる。しかし、応援する積りが却って邪魔になり、2人は喧嘩ばかり。エディの奇妙な形での復帰が進むにつれて、彼はマネージャー（ヒラリー）との対立とロマンスに巻き込まれていることに気づく。
ヒラリーはキッドを自分で訓練しようと試みるが、彼女はボクシングについて全く無知であることを露呈する。彼女はキッド・ナチュラルがリングで練習している間、ボクシングの「ハウツー」本を読み聞かせている。フットワークについて書いてある箇所を見つけた彼女は、「それは相手を蹴るという意味じゃないの」などと言う。
ヒラリーはヘクター・マンティラとの「ありそうでなかった試合」を企画して一儲けしようと画策する。これを知った大物プロモーターの思いつきで、ヒラリーがセコンドに付くことを条件に、チャンピオンのヘクターとの試合が組まれることになった。ヘクターとキッド・ナチュラルは、何年も前にパンナム競技大会で、試合前の乱闘により共に失格となっていた。その後、ヘクターはプロボクサーとして成功している。最終盤、キッドはヘクターに対して優位に立ち勝利寸前となるが、ヒラリーは突然、キッドが勝てば自分たち2人のコンビは終わり、二度と彼に会えなくなってしまうことに気づく。驚くべきことに、彼女はタオルをリングに投げ込み試合を終了させ、リングに上りキッドへの愛を宣言しキスをする。

## キャスト
| 役名                                     | 俳優                     | 日本語吹替                                                         |
| 役名                                     | 俳優                     | テレビ朝日版                                                       |
| ---------------------------------------- | ------------------------ | ------------------------------------------------------------------ |
| ヒラリー・クレイマー                     | バーブラ・ストライサンド | 鈴木弘子                                                           |
| エディ“キッド・ナチュラル”・スキャンロン | ライアン・オニール       | 津嘉山正種                                                         |
| パーシー                                 | ウィットマン・メイヨ     | 坂口芳貞                                                           |
| デヴィッド                               | ポール・サンド           | 千田光男                                                           |
| ドナ                                     | パティ・ダーバンヴィル   | 吉田理保子                                                         |
| ガフ                                     | ジェームズ・グレゴリー   | 加藤精三                                                           |
| アラン                                   | ジョン・ライリー         | 徳丸完                                                             |
| オーナー                                 | ロジャー・ボーウェン     | 上田敏也                                                           |
| ヘクター                                 | リチャード・ローソン     | 若本紀昭                                                           |
| 不明 その他                              |                          | つかせのりこ 及川ひとみ 笹岡繁蔵 郷里大輔 峰恵研 藤城裕士 広瀬正志 |
|                                          |                          |                                                                    |
| 演出                                     | 演出                     | 山田悦司                                                           |
| 翻訳                                     | 翻訳                     | 山田小枝子                                                         |
| 効果                                     | 効果                     | 赤塚不二夫                                                         |
| 調整                                     | 調整                     | 国定保孝                                                           |
| 制作                                     | 制作                     | 日米通信社                                                         |
| 解説                                     | 解説                     | 淀川長治                                                           |
| 初回放送                                 | 初回放送                 | 1985年2月17日 『日曜洋画劇場』                                     |